# جوناثان كلارك (لاعب كرة قدم)
جوناثان كلارك (بالإنجليزية: Jonathan Clark)‏ هو مدرب كرة قدم ولاعب كرة قدم بريطاني، ولد في 12 نوفمبر 1958. لعب مع مانشستر يونايتد ونادي بوري.